# 路易斯·賴托瑞
路易斯·賴托瑞（英語：Louis Leterrier，1973年6月17日—）是一名法國男導演和製片人。
賴托瑞的首部執導電影《玩命快遞》於2002年上映，他與元奎共同擔任導演：該片由盧·貝松監製和編劇、傑森·史塔森主演，電影獲得了褒貶不一的評價和稱得上成功的票房。而他個人首次獨立執導的電影《鬥犬》是由李連杰主演及監製，定於2005年上映；同年，他也推出了另一部執導作《玩命快遞2》，為《玩命快遞》的續集。
2008年，賴托瑞所執導的漫威電影宇宙電影《無敵浩克》所獲得的評價以正面居多，但票房普通。之後，他相繼推出了2010年的《超世紀封神榜》與2013年的《出神入化》，這兩部的口碑也還算成功。賴托瑞執導的動作喜劇片《特務大臨演》於2016年上映，但迴響並不佳。
2022年5月，賴托瑞臨時受命接替已退出執導的林詣彬的《玩命關頭X》導演一職，於2023年上映。

## 作品列表
- 2002：《玩命快遞》
- 2005：《鬥犬》[1]
- 2005：《玩命快遞2》
- 2008：《無敵浩克》
- 2010：《超世紀封神榜》
- 2013：《出神入化》
- 2016：《特務大臨演》[2]
- 2019：《魔水晶：抗爭時代（英语：The Dark Crystal: Age of Resistance）》（電視劇）
- 2021：《亚森·罗宾》（電視劇）
- 2022：《緝兇雙寶（英语：The Takedown）》
- 2023：《玩命關頭X》[3]

## 外部連結
- 路易斯·賴托瑞在互联网电影资料库（IMDb）上的資料（英文）